# 36
 Тази статия е за 36-ата година от новата ера.  За числото 36 вижте 36 (число).  За други значения вижте 36 (пояснение).
36 (тридесет и шеста) година е високосна година, започваща в неделя по юлианския календар.

## Събития

### В Римската империя
- Двадесет и трета година от принципата на Тиберий Юлий Цезар Август (14 – 37 г.).
- Секст Папиний Алений и Квинт Плавций са консули.
- Гай Ветий Руф и Марк Порций Катон са суфектконсули.
- Пилат Понтийски e извикан от Юдея обратно в Рим.
- В Рим голям пожар бушува на Авентинския хълм. Част от Циркус Максимус е опожарена, но веднага са предприети ремонтни работи, които възстановяват сградата.[1]

### В Партия
- Тириад III, който скоро е завзел престола на Партия с помощта на управителя на Сирия Луций Вителий, се оказва неспособен да го задържи. Изоставен от важни провинциални управители, които се обръщат към стария цар, Тириад е прогонен от Артабан II, който си възвръща властта.[2]

## Починали
- Емилия Лепида, дъщеря на Марк Емилий Лепид и съпруга на Друз Цезар
- Гай Сулпиций Галба, римски политик, брат на император Галба
- Квинт Юний Блез, римски политик
- Кос Корнелий Лентул, римски политик (роден 35 г. пр.н.е.)
- Трасил, философ, астролог и съветник на император Тиберий
- Юния Клавдила, първата съпруга на Гай Цезар Германик